# さよならぼくたちのようちえん
さよならぼくたちのようちえんは、シンガーソングライターで作詞家の新沢としひこが1996年に発表したアルバム「SEASON」に収録の楽曲。作曲は島筒英夫。「さよならぼくたちのほいくえん」「さよならぼくたちのこどもえん」は、同じ歌詞であるが、「ようちえん」の部分だけを「ほいくえん」「こどもえん」と歌い替えたもの。

## 解説
「さよならぼくたちのようちえん（ほいくえん）」は、もともとは保育者向けの雑誌「幼児の指導」（学研）で発表されたのが初出。その後、新沢としひこが自身のアルバム『SEASON』の7曲目に収録したのが、音源としての最初の発売である。なお、同アルバムの6曲目には、同じ歌詞を「ようちえん」を「ほいくえん」と歌った「ほいくえん」バージョンが、13曲目にはカラオケバージョンが収録された。
その後、ほぼ口コミでその評判が広がり、全国各地の幼稚園・保育園（保育所）の卒園式で歌われるようになった。その歌詞は、子ども自身の幼稚園・保育園での体験だけでなく、保護者や保育者の思いにも寄りそう内容のため（風邪をひくエピソードなど）、式典では皆が感動し涙する光景がよくみられるという。
現在では卒園向けの歌として定番となり、カヴァーによる音源も発表されている。
2016年11月23日に発売された山野さと子のアルバム『さくら♪SONGS 2』には、歌詞の「ようちえん」を「こどもえん」と歌った「さよならぼくたちのこどもえん」が収録されている。

## カヴァー一覧

### さよならぼくたちのようちえん
| アーティスト     | 収録作品                                                              | 発売日         |
| ---------------- | --------------------------------------------------------------------- | -------------- |
| 稲村なおこ       | さよなら ぼくたちの ほいくえん・ようちえん 新沢としひこが選ぶ卒園の歌 | 2010年8月18日  |
| スマイルキッズ   | 最新! みんなの卒園ソング                                              | 2010年1月6日   |
| ひばり児童合唱団 | そつえんのうた 〜心にのこるベスト・ソング〜 1                         | 2008年11月19日 |
| 村方乃々佳       | ののちゃん 一年生になったら～卒園おめでとうスペシャル～               | 2025年2月19日  |

### さよならぼくたちのほいくえん
| アーティスト     | 収録作品                                                                          | 発売日         |
| ---------------- | --------------------------------------------------------------------------------- | -------------- |
| 稲村なおこ       | さよなら ぼくたちの ほいくえん・ようちえん 新沢としひこが選ぶ卒園の歌             | 2010年8月18日  |
| スマイルキッズ   | 最新! みんなの卒園ソング                                                          | 2010年1月6日   |
| ひばり児童合唱団 | そつえんのうた 〜心にのこるベスト・ソング〜 1                                     | 2008年11月19日 |
| ひまわりキッズ   | おやこで歌おう! さいしん☆キッズソング♪ 新幹線でゴー! ゴ・ゴー! 絵本の森の迷子たち | 2011年12月21日 |

## 絵本
- さよならぼくたちの ようちえん ほいくえん
新沢としひこ（文）、みやにしたつや（絵）、金の星社、2022年。ISBN 978-4-323-07511-2。

## 関連楽曲
- さくらさくらようちえん（さくらさくらほいくえん） - 新沢としひこが作曲した楽曲（作詞は川崎やすひこ）。本作と同様に、同じ歌詞で「ようちえん」の部分だけを「ほいくえん」と歌い替えたものが存在する[2]。アルバム『さくら♪SONGS 2』には、「ようちえん」を「こどもえん」と歌った「さくらさくらこどもえん」が収録されている[1]。
- きょうからみんなのようちえん（きょうからみんなのほいくえん） - 新沢としひこが作詞・作曲した楽曲。幼稚園・保育園の入園式で歌われる。本作と同様に、同じ歌詞で「ようちえん」の部分だけを「ほいくえん」と歌い替えたものが存在する[3]。